# Professor of Jurisprudence (Oxford)
Professor of Jurisprudence (ursprungligen Corpus Professor of Jurisprudence) är en professur vid universitetet i Oxford i England. Lärostolen upprättades 1869.

## Innehavare
- Sir Henry Maine, 1869–1877
- Sir Frederick Pollock, 1883–1903
- Sir Paul Vinogradoff, 1903–1925
- Arthur Lehman Goodhart, 1931–1951
- Herbert Lionel Adolphus Hart, 1952–1968
- Ronald Dworkin, 1969–1998
- John Gardner, 2000–